# ماكس سورينسن
ماكس سورينسن (بالدنماركية: Max Sørensen)‏ هو قاضي ودبلوماسي دنماركي، ولد في 19 فبراير 1913 في كوبنهاغن في الدنمارك، وتوفي في 11 أكتوبر 1981.

## وصلات خارجية
- ماكس سورينسن على موقع مونزينجر (الألمانية)